# Lycée de Kuopio
Le Lycée de Kuopio (en finnois : Kuopion Lyseon lukio) est un établissement d’enseignement supérieur situé à Kuopio en Finlande. Il accueille des élèves âgés de 15 à 19 ans. 

## Histoire
- 1534, Création de l’école trivium de Kuopio(en finnois : Triviaalikoulu) de Viipuri[1].
- 1788–1843, école trivium de Kuopio[1].
- 1843–1872, école secondaire de Kuopio ( Kuopion yläalkeiskoulu )[1] dont le premier directeur sera Johan Vilhelm Snellman.
- 1844–1872, Lycée de Kuopio (Kuopion kimnaasi), qui est le premier institut d'enseignement piloté par l'université dans l'est de la Finlande[1].
- 1994, le lycée ouvre une section préparant au Baccalauréat international.

## Description
Le bâtiment a été conçu en 1826 par Carl Ludvig Engel. Il accueille environ 450 élèves.

## Anciens élèves célèbres

### Lycéens de l'année
| Année | Lauréat                              |
| ----- | ------------------------------------ |
| 1978  | Raimo Antero Ylinen                  |
| 1979  | Martti Johannes Häikiö               |
| 1980  | Lasse Antero Lehtinen                |
| 1981  | Keijo Antti Kalevi Hyvärinen         |
| 1982  | Kaarlo Juhani Koskinen               |
| 1983  | Matti Antero Launonen                |
| 1984  | Juha Ilkka Karvonen                  |
| 1985  | Pauno Antero Pohjolainen             |
| 1986  | Kari Kyösti Väänänen                 |
| 1987  | Ilkka Kalle August Halonen           |
| 1988  | Matti Hannu Korhonen                 |
| 1989  | Esko Juhani Kilpeläinen              |
| 1990  | Paavo Tapio Lipponen                 |
| 1991  | Esa Kustaa Malmivaara                |
| 1992  | Paavo Johannes Riekkinen             |
| 1993  | Vilho Heimo Juhani (Wille) Riekkinen |
| 1994  | Juha Tapio Laukkanen                 |
| 1995  | Katri Johanna Rusanen                |
| 1996  | Pertti Olavi Pasanen                 |
| 1997  | Jussi Tapani Lappalainen             |
| 1998  | Asmo Onni Petteri Karttunen          |
| 1999  | Atte Johannes von Wright             |
| 2000  | Pertti Juhani Majanen                |
| 2001  | Pekka Ruuskanen                      |
| 2002  | Hannu Janhunen                       |
| 2003  | Marja-Leena Martikainen              |
| 2004  | Mikko Härmä                          |
| 2005  | Risto Vilhunen                       |
| 2006  | Eero Leskinen                        |
| 2007  | Hanna Partanen                       |
| 2008  | Mari Puoskari                        |
| 2009  | Veli-Matti Kosma                     |
| 2010  | Lasse Lindqvist                      |
| 2011  | Antti Immonen                        |
| 2015  | Juho Romakkaniemi                    |
| 2016  | Tuukka Eloranta                      |

### Autres anciens élèves
- Président de la république de Finlande, Martti Ahtisaari.
- premier ministre finlandais Paavo Lipponen
- l'écrivain finlandais Juhani Aho
- Le Journaliste Lasse Lehtinen, Membre du parlement européen.
- le procureur Eliel Soisalon-Soininen
- Pekka Aho, journaliste
- Sakari Kuosmanen, musicien, acteur